# Giganta
Giganta, in cui vero nome è Doris Zeul, è un personaggio dei fumetti pubblicati dalla DC Comics, creato da William Moulton Marston, pubblicata dalla DC Comics. La sua prima apparizione è in Wonder Woman (vol. 1) n. 9 (estate 1944).
Ha esordito come una supercriminale, nemica di Wonder Woman, dotata di superforza. In apparizioni successive, le è stata attribuita la facoltà di aumentare le proprie dimensioni fisiche fino a diventare una gigantessa.
Il personaggio è stato utilizzato anche in adattamenti animati quali I Superamici e Justice League.

## Storia editoriale
Giganta è stata introdotta come nemica di Wonder Woman, apparendo in Wonder Woman (vol. 1) n. 9. In questa storia, uno scienziato chiamato Professor Zool evolve artificialmente una scimmia di nome Giganta in una perfida donna dai capelli rossi. La macchina dell'evoluzione va in tilt e in qualche modo riporta il mondo in un'era precedente. Giganta si unisce a una tribù primitiva per attaccare Wonder Woman, ma viene sconfitta. Quando il mondo arriva alla Golden Age, Giganta causa problemi incoraggiando una ribellione, che Wonder Woman ferma. Quando il mondo torna alla normalità, Giganta viene catturata da Wonder Woman e portata a Paradise Island per essere riabilitata.
Nel numero 28 si unisce a una rivolta dei prigionieri detenuti sull'isola, iniziata dalla schiavista saturniana Eviless, diventando così un membro della squadra criminale Villainy Inc.. Aiuta poi l'atlantidea Queen Clea a causare problemi. Giganta non è più comparsa nei fumetti fino al 1966, in Wonder Woman (vol. 1) n. 163.

## Biografia del personaggio
Giganta è, in realtà, la dottoressa Doris Zeul, che soffre di una letale malattia del sangue. Cattura Wonder Woman e progetta di mettere la propria essenza vitale nel corpo di Wonder Woman utilizzando una macchina sperimentale. Interrotta da Wonder Girl a metà dell'esperimento, la sua coscienza finisce in un gorilla di nome Giganta. Nel disperato tentativo di riportare la propria mente in un corpo umano, Zeul il gorilla rapisce – inducendola in stato comatoso – una forzuta del circo di nome Olga, che ha l'abilità di cambiare dimensioni, e usa la macchina per trasferire con successo la sua mente in quel corpo, mantenendo il nome "Giganta".
Dopo la sua trasformazione, Giganta si allea con Queen Clea e la Villainy Inc., nel tentativo di conquistare il mondo perduto di Skartaris.. La Villainy Inc. viene battuta da Wonder Woman, ma Giganta entra in altre organizzazioni criminali, tra cui la Società segreta dei supercriminali.
Come elemento della Società, partecipa alla "Battaglia di Metropolis", confrontandosi con Elasti-Girl, il membro dei Doom Patrol in grado di cambiare dimensioni. La Società, alla fine, perde la battaglia. Quando Diana Prince fece notare che l'intelligenza di Giganta era inversamente proporzionale alle sue dimensioni, i suoi colleghi del Dipartimento degli Affari Metaumani la corressero, lasciando intendere che Giganta aveva superato questa limitazione, mantenendo la sua intelligenza nonostante la dimensione.
Dopo la fine del decreto della terra di nessuno, e l'inizio della ricostruzione di Gotham, inizierà una relazione con Nightwing (Dick Grayson), destinata a finire male per la vita troppo diversa dei due.
Successivamente Dick inizierà una relazione anche con la Cacciatrice (Helena Bertinelli), ma anche questa finirà male per i caratteri troppo diversi dei due.